# NASA Astronautengroep 16
The Sardines was de bijnaam van NASA's zestiende astronautengroep, die in 1996 werd geselecteerd. De groep had de bijnaam te danken aan het feit dat het de grootste groep kandidaat-astronauten was die NASA ooit selecteerde. De reden voor het hoge aantal was de verwachte ISS-missies die naast de reguliere Shuttle-vluchten bemand moesten worden.
De groep bestond uit:
| Astronaut                    | Aantal vluchten | Missies | Status               |
| ---------------------------- | --------------- | --- | -------------------- |
| David Brown                  | 1               | STS-107 | Omgekomen 01.02.2003 |
| Dan Burbank                  | 4               | STS-106, STS-115, Sojoez TMA-22/ISS 29/ ISS 30                                                                 | Pensioen 29.06.2018  |
| Yvonne Cagle                 | 0               | | Pensioen ??.06.2008  |
| Fernando Caldeiro            | 0               | | Overleden 03.10.2009 |
| Charles Camarda              | 1               | STS-114 | Pensioen ??.06.2006  |
| Duane Carey                  | 1               | STS-109 | Pensioen ??.10.2004  |
| Laurel Clark                 | 1               | STS-107 | Omgekomen 01.02.2003 |
| Michael Fincke               | 4               | Sojoez TMA-4/ ISS 9, Sojoez TMA-13/ ISS 18, STS-134, SpaceX Crew-11                                            | Actief               |
| Patrick Forrester            | 3               | STS-105, STS-117, STS-128                                                                                      | Pensioen ??.08.2011  |
| Stephen Frick                | 2               | STS-110, STS-122                                                                                               | Pensioen ??.10.2010  |
| John Herrington              | 1               | STS-113 | Pensioen 09.09.2005  |
| Joan Higginbotham            | 1               | STS-116 | Pensioen 30.11.2007  |
| Charles Hobaugh              | 3               | STS-104, STS-118, STS-129                                                                                      | Pensioen 23.09.2011  |
| James Kelly                  | 2               | STS-102, STS-114                                                                                               | Pensioen ??.12.2010  |
| Mark Kelly                   | 4               | STS-108, STS-121, STS-124, STS-134                                                                             | Pensioen 01.10.2011  |
| Scott Kelly                  | 4               | STS-103, STS-118, Sojoez TMA-01M/ISS 25/ ISS 26, Sojoez TMA-16M/ISS 43/ ISS 44/ ISS 45/ ISS 46/ Sojoez TMA-16M | Pensioen 01.04.2016  |
| Paul Lockhart                | 2               | STS-111, STS-113                                                                                               | Pensioen ??.??.2005  |
| Christopher Loria            | 0               | | Pensioen ??.??.2005  |
| Sandra Magnus                | 3               | STS-112, STS-126/ ISS 18/ STS-119, STS-135                                                                     | Pensioen 21.10.2012  |
| Michael Massimino            | 2               | STS-109, STS-125                                                                                               | Pensioen ??.03.2012  |
| Richard Mastracchio          | 4               | STS-106, STS-118, STS-131, Sojoez TMA-11/ ISS 38/ ISS 39                                                       | Pensioen ??.07.2015  |
| William McCool               | 1               | STS-107 | Omgekomen 01.02.2003 |
| Lee Morin                    | 1               | STS-110 | Pensioen ??.??.2002  |
| Lisa Nowak                   | 1               | STS-121 | Pensioen 07.03.2007  |
| Donald Pettit                | 3               | STS-113/ ISS 6/ Sojoez TMA-1, STS-126, Sojoez TMA-03M/ ISS 30/ ISS 31, Sojoez MS-26                            | Actief               |
| John Phillips                | 3               | STS-100, Sojoez TMA-6/ ISS 11, STS-119                                                                         | Pensioen ??.08.2011  |
| Mark Polansky                | 3               | STS-98, STS-116, STS-127                                                                                       | Pensioen 30.06.2012  |
| Paul Richards                | 1               | STS-102 | Pensioen ??.02.2002  |
| Piers Sellers                | 3               | STS-112, STS-121, STS-132                                                                                      | Pensioen 05.06.2011  |
| Heidemarie Stefanyshyn-Piper | 2               | STS-115, STS-126                                                                                               | Pensioen ??.07.2009  |
| Daniel Tani                  | 2               | STS-108, STS-120/ISS 16/STS-122                                                                                | Pensioen ??.08.2012  |
| Rex Walheim                  | 3               | STS-110, STS-122, STS-135                                                                                      | Pensioen 28.06.2018  |
| Peggy Whitson                | 3               | STS-111/ ISS 5/STS-113, Sojoez TMA-11/ISS 16, Sojoez MS-03/ ISS 50/ ISS 51/ ISS 52/ Sojoez MS-04               | Pensioen 15.06.2018  |
| Jeffrey Williams             | 4               | STS-101, Sojoez TMA-8/ ISS 13, Sojoez TMA-16/ISS 21/ ISS 22, Sojoez TMA-20M/ ISS 47/ ISS 48                    | Pensioen ??.07.2020  |
| Stephanie Wilson             | 3               | STS-121, STS-120, STS-131                                                                                      | Actief               |